# Plestiodon sumichrasti
Plestiodon sumichrasti (сцинк Суміхраста) — вид сцинкоподібних ящірок родини сцинкових (Scincidae). Мешкає в Мексиці і Центральній Америці. Вид названий на честь швейцарсько-мексиканського зоолога Франсуа Суміхраста

## Поширення і екологія
Сцинки Суміхраста мешкають на східних схилах Мексики від центрального Веракрусу на південь і схід через північ Гватемали і Беліз до Гондурасу. Ізольована популяція мешкає на північному сході півострова Юкатан, в штатах Кінтана-Роо і Юкатан. Вони живуть у вологих тропічних лісах, серед опалого листя і гнилої деревини, на висоті до 900 м над рівнем моря.